# 莫列帕塔區 (聖地亞哥德丘科省)
莫列帕塔區（西班牙語：Distrito de Mollepata），是秘魯的一個區，位於該國西北部拉利伯塔德大區的聖地亞哥德丘科省，始建於1861年4月25日，面積71.2平方公里，海拔高度2,680米，2005年人口2,851，人口密度每平方公里40人。